# Marklohe
Marklohe là một đô thị ở huyện huyện Nienburg, trong bang Niedersachsen, nước Đức. Đô thị Marklohe có diện tích 32,94 km². Đô thị này nằm bên tả ngạn sông Weser, cự ly khoảng 5 km về phía tây bắc của Nienburg, và 30 km về phía nam của Verden.
Marklohe là thủ phủ của Samtgemeinde ("đô thị tập thể") Marklohe.